# Благовещенская церковь Конногвардейского полка

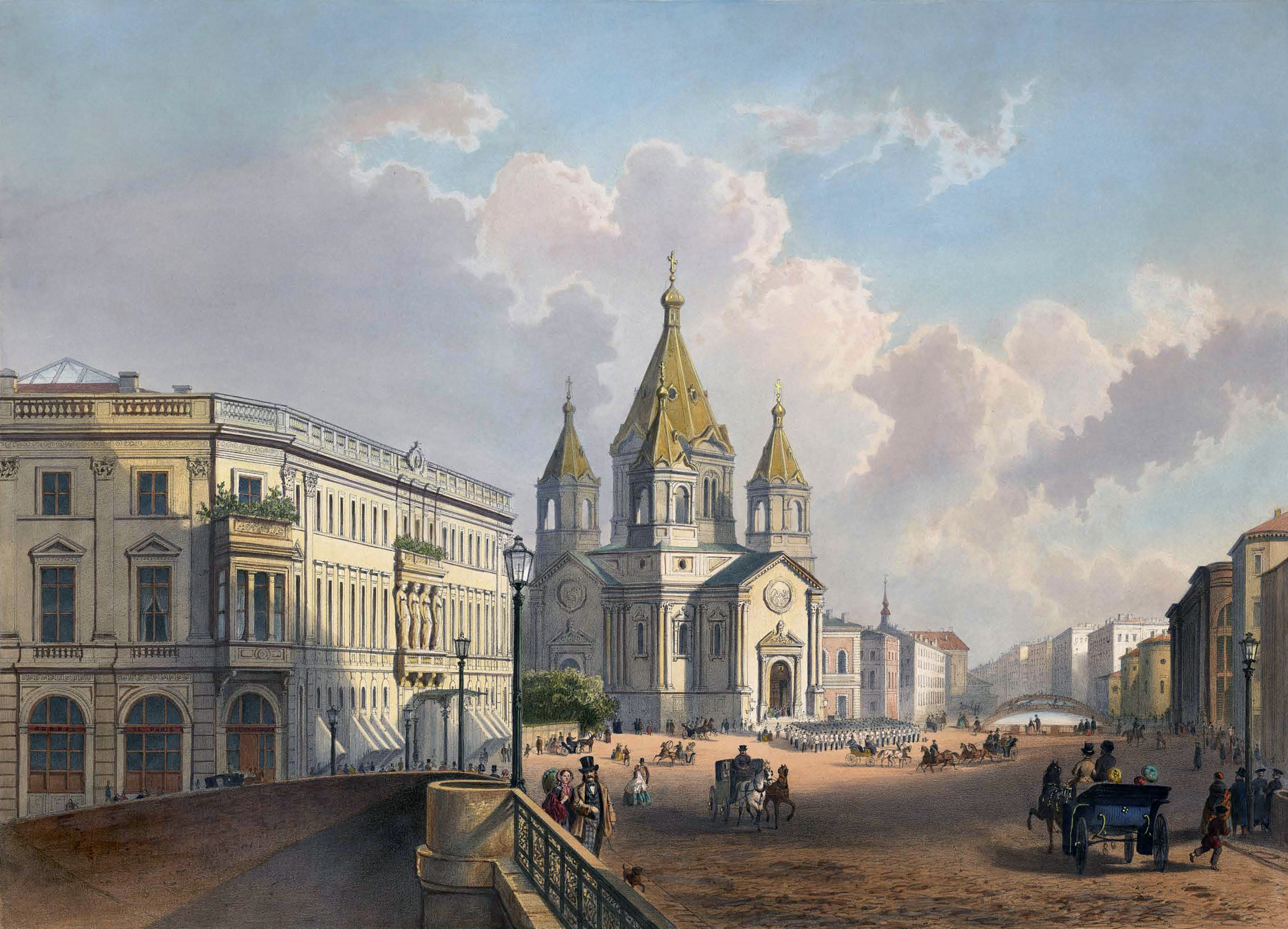
Церковь Благовещения в XIX веке, литография по рисунку И. Шарлеманя

Церковь Благовещения Пресвятой Богородицы — утраченный православный храм в Санкт-Петербурге, находившийся на Благовещенской площади. Являлся полковым храмом Конногвардейского полка, чьи казармы располагались поблизости. Выполнял важную градостроительную роль, выделяя в силуэте города узел оживленных коммуникаций. Разрушен советскими властями в 1929 году.

## История
Трёхпрестольный пятишатровый храм — один из первых примеров русско-византийского стиля — был построен по проекту архитектора Константина Тона для лейб-гвардии Конного полка в 1844—1849 годах. После постройки церкви возникла мода на многошатровые храмы, его повторения появились во многих городах и весях (например, храм Казанской иконы Божией Матери в Глебове).
Архитектурное решение с навершием из пяти шатров было нетипично для своего времени, ибо строительство шатровых храмов было свёрнуто православной церковью ещё при патриархе Никоне. В плане храм имел вид продолговатого креста с полуциркульным алтарём. Как и в некоторых русских церквях, каждый угол здания был обработан тремя колоннами, собранными в пучок. В то же время стилизованные шатры и кокошники, украшавшие здание, соединились с ренессансными мотивами в оформлении фронтонов. В наружной отделке здания были использованы путиловский камень и финский гранит. Барельефы на фасаде исполнил скульптор Николай Рамазанов.
Внутри храм был отделан искусственным мрамором; лепные украшения из алебастра местами позолочены. Стены покрывали росписи. Деревянные иконостасы храма созданы охтинским резчиком С. Тарасовым. Во всех приделах иконостасы украшали резные колонны, капители; Царские врата и боковые двери были прорезные. Иконы для иконостасов церкви написали на холсте представители академизма: Фёдор Бруни, Василий Шебуев, Михаил Скотти, Пётр Шамшин, Алексей Марков, Василий Серебряков.
Внутреннее убранство храма поражало роскошью — серебряной утвари и украшений было более 160 кг. Среди святынь и достопримечательностей храма были два напрестольных креста с двадцатью пятью и девятнадцатью частицами мощей святых угодников; малое Евангелие, напечатанное в 1625 году, некогда принадлежавшее Петру Великому; серебряные сосуды для святого причастия работы петербургского мастера Захара Дейхмана. В 1850 году выполнена Фёдором Верховцевым гробница для плащаницы, украшенная рельефами.
На стенах храма висели бронзовые доски с именами павших в боях под Аустерлицем и Бородином офицеров, полковые знамёна, георгиевские штандарты, высочайше пожалованные полку за боевые заслуги. В витринах хранились мундиры императоров Александра I и Николая I — шефов полка как «знак царской любви к войскам и в вознаграждение по заслугам их в память о государях-благодетелях, изволивших носить их».
В склепе храма были погребены два командира полка — участник войны 1812 года князь Алексей Орлов и князь Владимир Голицын и там же устроен небольшой Владимирский придел.
Настоятелем церкви Благовещения Пресвятой Богородицы лейб-гвардии Конного полка в 1893—1918 годах был протоиерей Николай Николаевский.
Церковь была закрыта и снесена в 1929 году, так как якобы «стесняла трамвайное движение». Ныне её место пустует. При проведении в середине 1990-х годов работ по строительству подземного перехода под площадью были окончательно разрушены фундаменты, пещерный храм и некрополь Благовещенского храма.
В сентябре 2021 года городским отрядом археологической экспедиции ИИМК РАН были произведены археологические разведки на площади Труда, в ходе которых удалось зафиксировать шурфом фрагмент северо-западной стены в месте её поворота на алтарную часть, юго-восточный угол церкви, фрагмент южной стены с мощением и основанием для крылечка, фрагмент стены и крыльца у центрального, западного входа Благовещенской церкви. Археологические разведочные работы позволили произвести архитектурные обмеры и уточнить степень сохранности фундаментов. В результате проведенных изысканий объект археологического наследия «Фундамент Благовещенской церкви 1844—1849 гг.» на площади Труда в январе 2022 года был включён КГИОПом в Единый государственный реестр в качестве выявленного объекта культурного наследия народов России.
По имени церкви названы:
- Благовещенский мост, в 1855 году переименованный в Николаевский (с 1918 по 2007 год — мост Лейтенанта Шмидта);
- Благовещенская площадь (с 1918 года — площадь Труда);
- Благовещенская улица (с 1923 года — улица Труда).